# Нереальність часу
«Нереальність Часу» (англ. «The Unreality of Time») — одна з найвідоміших праць британського філософа Джона Елліса МакТаггарта, в якій аргументовано нереальну, ілюзорну природу часу. Також відома як «парадокс МакТаггарта». Вперше опублікована у британському часописі «Mind» у 1908 р.
До МакТаггарта подібних поглядів на природу часу дотримувалися такі філософи, як Платон, Б. Спіноза, І. Кант, Г. Гегель, А. Шопенгауер, Е. Мах та інші. Ідея ілюзорності часу притаманна також багатьом філософським та релігійним доктринам Сходу. Однак аргументація нереальності часу, розвинута МакТаггартом, істотно відрізняється від доказів, пропонованих його попередниками. «Парадокс МакТаггарта» досі залишається предметом палких філософських дискусій.
У своєму дослідженні МакТаггарт виходить з того, що події в часі можна розглядати як два типи послідовностей: (1) послідовність за принципом «минуле-теперішнє-майбутнє»; МакТаггарт називає її А-послідовністю; та (2) послідовність за принципом «раніше, ніж…» та «пізніше, ніж…»; МакТаггарт називає її В-послідовністю.

## «Парадокс МакТаггарта»
«Парадокс МакТаггарта» у стислому вигляді:
• Час може бути реальним лише тоді, коли реальною є зміна.
• Реальною зміна може бути лише тоді, коли є А-послідовність.
• А-послідовності не існує.
• Тому час не є реальним.
«Парадокс МакТаггарта» у розгорнутому вигляді:
1. Жодна подія не може перестати або почати бути подією, і не може бути поглинута іншою подією.
2. Єдиними характеристиками події, що може змінюватися, є характеристики А-послідовності. Отже, А-послідовність є істотною для зміни, а відтак і для часу.
3. В-послідовність передбачає наявність часу, а тому з необхідністю включає в себе А-послідовність.
4. Події змінюються лише у відношенні до А-послідовності.
МакТаггарт дає таке пояснення цій тезі: «Оскільки те, що з'являється в часі, ніколи не починає і ніколи не перестає бути, тобто бути собою, і оскільки, знов-таки, зміна має бути зміною того, що з'являється в часі (адже безчасовість ніколи не змінюється), я вважаю, що залишається лише одна альтернатива. З подіями має відбуватися така зміна, поява якої не заважає подіям бути подіями, тими самими подіями, якими вони є до зміни і після зміни.
Відтак, які з характеристик події є такими, що при них подія зазнає зміни, залишаючись, однак, однією і тією самою подією? […] Схоже на те, що є лише один клас таких характеристик, а саме — визначення даної події через терми А-послідовності.
Візьміть будь-яку подію, наприклад, смерть королеви Анни, і поміркуйте над тим, які зміни можуть відбутися в її характеристиках. І те, що це смерть, і те, що це смерть Анни Стюарт, і те, що вона має певні причини, і те, що вона має певні наслідки — жодна характеристика такого типу ніколи не змінюється. […] В останній момент часу (якщо час має останній момент) дана подія залишатиметься смертю англійської королеви. І вона не змінилася в жодному відношенні, крім одного. Вона розпочалася з того, що була майбутньою подією. З кожним моментом вона ставала дедалі ближчим майбутнім. Нарешті вона стала теперішньою. Потім вона стала минулою і залишатиметься такою завжди, хоча з кожним моментом вона стає все віддаленішим і віддаленішим минулим.
Отже, схоже, що ми змушені зробити висновок про те, що всі зміни є лише зміною характеристик, приданих подіям завдяки тому, що ці події знаходяться в А-послідовності, безвідносно до того, чи є ці характеристики якостями чи відношеннями».
5. А-послідовність криє в собі суперечність, а тому не може існувати;
6. Без А-послідовності не може існувати і В-послідовності.
7. Відтак і А-послідовність, і В-послідовність є лише абстракціями або ілюзіями.
Проте, як доводить МакТаггарт, з того, що не існує реальної А-послідовності і реальної В-послідовності, не випливає, що ми не спостерігаємо реальних послідовностей. Будь-коли, коли ми стикаємося з ілюзорним досвідом часової послідовності, ми спостерігаємо якусь реальну послідовність, яка проявляється в нашому сприйнятті як ілюзорна часова послідовність. Тобто всі часові послідовності, які ми сприймаємо, є насправді проявами реальної безчасової С-послідовності.
Вичерпну характеристику безчасової С-послідовності МакТаггарт наводить у книзі VI своєї фундаментальної двотомної праці «Природи існування»: С-послідовність є перманентним порядком, що не передбачає жодного напрямку, порядком за принципом інклюзивності (включеності, англ. inclusiveness).

## Переклади українською мовою
МакТаггарт, Д. Е. Нереальність Часу. — Пер. з англ.: Ю. М. Олійник. — Ред.: О. В. Кулик. — У публ.: Юрій Олійник. Джон Елліс МакТаггарт і його «Нереальність Часу». –– Е-ресурс: www.tureligious.com.ua; www.ukrcenter.com